# Interochromis loocki
Interochromis loocki es una especie de peces de la familia Cichlidae en el orden de los Perciformes.

## Morfología
Los machos pueden llegar alcanzar los 10,5 cm de longitud total.

## Hábitat
Es una especie de clima tropical que vive entre (3°S-9°S ).  de temperatura.

## Distribución geográfica
Se encuentran en África: es una especie  endémica del lago Tanganika.